# François-Noël Buffet

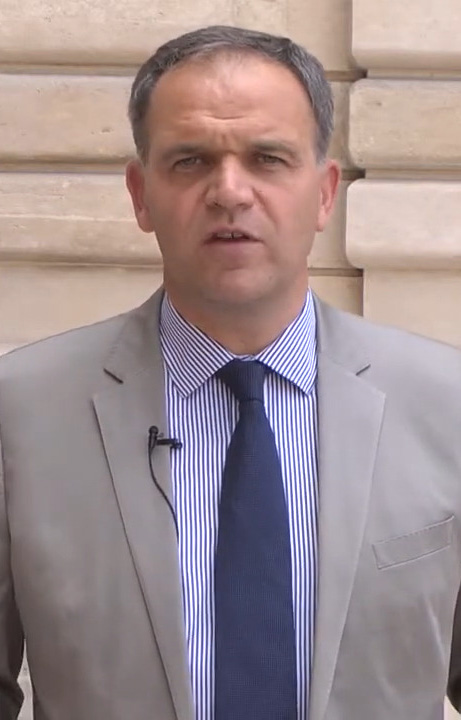
François-Noël Buffet (2012)

François-Noël Buffet (* 28. August 1963 in Lyon) ist ein französischer Politiker der Rassemblement pour la République (RPR), der Union pour un mouvement populaire (UMP) sowie derzeit der Les Républicains (LR), der unter anderem seit 2004 Mitglied des Senats ist und 2024 im Kabinett Barnier das Amt als Minister beim Premierminister für Überseeangelegenheiten übernahm.

## Leben
François-Noël Buffet nahm nach einem Studium der Rechtswissenschaften eine Tätigkeit als Rechtsanwalt auf. Sein politisches Engagement begann er bei der Sammlungsbewegung für die Republik RPR (Rassemblement pour la République), der er von 1990 bis 2002  angehörte, und wurde bei der Kommunalwahl am 26. März 1990 erstmals zum Mitglied des Gemeinderates von Oullins gewählt, dem er nach seinen Wiederwahlen am 18. Juni 1995, 11. März 2001, 9. März 2008 und 23. März 2014 mehr als 27 Jahre lang bis zum 23. Oktober 2017 angehörte. Zugleich wurde er bei der Kommunalwahl am 18. Juni 1995 Vizepräsident des Gemeindeverbandes (Communauté urbaine) von Lyon und bekleidete die Funktion nach seiner Wiederwahl am 18. März 2001 bis 2003 und war damit Stellvertreter des Präsidenten des Gemeindeverbandes, Raymond Barre beziehungsweise Gérard Collomb. Darüber hinaus wurde er am 23. Oktober 1997 als Nachfolger von Michel Terrot erstmals zum Bürgermeister von Oullins, eine ehemalige Gemeinde mit 27.113 Einwohnern in der Gebietskörperschaft Métropole de Lyon, und hatte diesen Posten nach seinen Wiederwahlen am 11. März 2001, 9. März 2008 und 23. März 2014 zwanzig Jahre lang bis zum 23. Oktober 2017 inne, woraufhin Clotilde Pouzergue neue Bürgermeisterin wurde.
Buffet, der 2002 Mitglied der aus der RPR  hervorgegangenen Union für eine Volksbewegung UMP (Union pour un mouvement populaire) wurde, wurde bei der Senatswahl am 26. September 2004 für das Département Rhône erstmals zum Mitglied des Senats und gehört diesem nach seinen Wiederwahlen am 28. September 2014 und Senatswahl am 27. September 2020 seit dem 1. Oktober 2004 an, wobei er seit 2015 Mitglied der in Die Republikaner LR (Les Républicains) umbenannten UMP angehört. Des Weiteren wurde er bei der Kommunalwahl am 23. März 2014 auch zum Mitglied des Rates der Gebietskörperschaft (Collectivité territoriale) Métropole de Lyon gewählt und gehört dieser nach seiner Wiederwahl am 28. Juni 2020 seither an, wobei er zunächst der Wahlkreis „Oullins“ und danach seit 2020 den Wahlkreis „Lônes-et-Coteaux“ vertrat. Während seiner Senatszugehörigkeit ist er seit dem 7. Oktober 2020 als Nachfolger von Philippe Bas Vorsitzender des Senatsausschusses für Verfassungsgesetze, Gesetzgebung, allgemeines Wahlrecht, Vorschriften und allgemeine Verwaltung (Commission des lois constitutionnelles, de législation, du suffrage universel, du Règlement et d’administration générale).
François-Noël Buffet wurde am 21. September 2024 von Premierminister Michel Barnier in dessen Kabinett berufen und übernahm dort das Amt als Minister beim Premierminister für Überseeangelegenheiten (Ministre auprès du Premier ministre, chargé des Outre-mer). Seine erste Dienstreise in diesem Amt führte ihn Mitte Oktober in das krisenerschütterte Neukaledonien.